# Росомаха и Люди Икс
«Росомаха и Люди Икс» (англ. Wolverine and the X-Men) — американский мультсериал 2009 года студии Marvel Animation в жанре супергеройского боевика; четвёртый во франшизе «Люди Икс», следующий за мультсериалом «Люди Икс: Эволюция» и предшествующими ему мультсериалом 1990-х годов и пилотным выпуском «Прайд из Людей Икс».

## Синопсис

### Сюжет
Началось всё с обычного дня в институте Ксавьера. Необычное событие только одно — Росомаха собрался оставить школу. Но всего за несколько минут до его ухода институт сотрясает мощный взрыв. Никто не пострадал, но особняк был разрушен, а Профессор Икс и Джин Грей бесследно исчезли…
Прошёл год. Команда Людей Икс распалась, а мутантам становится всё тяжелее жить — организация ДРМ (Дивизия Реакции на Мутантов, англ. MRD, Mutant Response Division) открыла на них безжалостную охоту. Когда Росомаха вытаскивает из огня девочку, вскоре после этого люди из ДРМ похищают всю её семью только за то, что те отказались выдать им своего спасителя. Надеясь освободить их (и других пленённых ДРМ мутантов), Росомаха находит Зверя, который всё это время исследовал причины того самого взрыва. Их рискованное предприятие им удаётся, но для борьбы с возросшей силой ДРМ Росомаха решает вновь собрать Людей Икс. Человек-Лёд, Китти Прайд и Кузнец возвращаются в команду сразу. Ангел и Колосс по своим причинам отказываются вернуться, Шельма, всё ещё злящаяся на Логана за его уход, присоединяется к Братству Мутантов, а Ночной Змей и вовсе куда-то пропал. Эмма Фрост, женщина-телепат, предлагает найти с помощью «Церебро» Профессора Икс, прося взамен место в команде. Ей удаётся найти Чарльза Ксавьера (узнав об этом, в команду возвращается и Циклоп) в коматозном состоянии в Дженоше, основанном Магнето городе-государстве для мутантов. Вернув его оттуда в восстановленный особняк (без боя с Магнето не обошлось), Люди Икс получают от него телепатическое сообщение. Профессор, как выяснилось, пролежит в коме ещё 20 лет, и сейчас в будущем он, очнувшийся от неё, связывается с ними, чтобы предупредить их о великой опасности. В будущем, где он очутился, Люди Икс так и не собрались вместе, были перебиты один за другим, и миром теперь правят роботы-стражи. Профессор поручает Росомахе возглавить Людей Икс, чтобы под его началом команда осталась единой, и будущее, которое Ксавьер увидел, никогда не произошло…

## В ролях

### Мутанты

#### Люди Икс
| Актёр          | Роль                           |
| -------------- | ------------------------------ |
| Стивен Блум    | Логан / Росомаха               |
| Джим Уорд      | Чарльз Ксавьер / Профессор Икс |
| Нолан Норт     | Скотт Саммерс / Циклоп         |
| Дженнифер Хейл | Джин Грей                      |
| Кэри Уолгрен   | Эмма Фрост                     |
| Сьюзан Дэлиан  | Ороро Монро / Шторм            |
| Фред Таташор   | Генри «Хэнк» Маккой / Зверь    |

| Актёр               | Роль                                                    |
| ------------------- | ------------------------------------------------------- |
| Лайам О'Брайен      | Уоррен Уортингтон III / Ангел Курт Вагнер / Ночной Змей |
| Даниэль Джудовиц    | Кэтрин Прайд / Призрачная кошка                         |
| Юрий Ловенталь      | Роберт «Бобби» Дрейк / Человек-Лёд                      |
| Кирен ван ден Блинк | Анна-Мария / Шельма                                     |
| Роджер Крейг Смит   | Кузнец                                                  |

| Актёр                 | Роль                                      |
| --------------------- | ----------------------------------------- |
| Кевин Майкл Ричардсон | Лукас Бишоп                               |
| Нолан Норт            | Рэй Картер / Берсеркер                    |
| Тара Стронг           | Лора Кинни / Икс-23 Сара / Мэрроу         |
| Роджер Крейг Смит     | Камал эль-Алакуи Джулиан Келлер / Геллион |
| Стивен Блум           | Тэлфорд Портер / Исчезатель               |

| Актёр                | Роль                           |
| -------------------- | ------------------------------ |
| Марк Хилдрет         | Пьетро Максимов / Ртуть        |
| Гвендолин Йео        | Нина Турман / Домино           |
| А. Дж. Бакли         | Мортимер Тойнби / Жаба         |
| Стивен Стэнтон       | Фредерик «Фред» Дьюкс / Пузырь |
| Джеймс Патрик Стюарт | Доминикос Петракис / Лавина    |

| Актёр            | Роль                          |
| ---------------- | ----------------------------- |
| Том Кейн         | Эрик Леншерр / Магнето        |
| Кейт Хиггинс     | Ванда Максимова / Алая ведьма |
| Лайза Дель Мандо | Лорна Дейн / Полярис          |
| Тамара Бернье    | Рейвен Даркхолм / Мистик      |
| Фред Таташор     | Кейн Марко / Джаггернаут      |
| Нолан Норт       | Сент-Джон Эллердайс / Пиро    |

| Актёр           | Роль                                          |
| --------------- | --------------------------------------------- |
| Клэнси Браун    | Натаниэль Эссекс / Мистер Злыдень             |
| Фред Таташор    | Майкл Бэр / Блокбастер Кодиак Ноатак / Гарпун |
| Криспин Фримен  | Джеймс «Джейми» Мэдрокс / Множитель           |
| Андре Соглиуззо | Арклайт                                       |
| Ванесса Маршалл | Вертиго                                       |

#### Другие мутанты
| Актёр          | Роль                               |
| -------------- | ---------------------------------- |
| Фил Моррис     | Пётр Распутин / Колосс             |
| Тара Стронг    | Анджелика Джонс / Огненная звезда  |
| Фил Ламарр     | Реми Лебо / Гамбит                 |
| Криспин Фримен | Кристоф Норд / Мэверик             |
| Грей Делайл    | Элизабет «Бэтси» Бреддок / Псайлок |
| Кристал Скейлс | Табита Смит / Бум-Бум              |
| Кейт Хиггинс   | Меган Гвин / Пикси                 |
| Гвендолин Йо   | Тилди Сомс                         |

| Актёр                 | Роль                                 |
| --------------------- | ------------------------------------ |
| Лайам О'Брайен        | Роберт Хантер / Нитро                |
| Кэри Уолгрен          | Кристи Норд Элисон Крестмер / Магма  |
| Питер Лури            | Виктор Крид / Саблезубый             |
| Кион Янг              | Кенуитиё Харада / Серебряный Самурай |
| Грэм Мактавиш         | Себастьян Шоу                        |
| Эйприл Стюарт         | Селена Галлио                        |
| Кевин Майкл Ричардсон | Король Теней                         |

### Прочие персонажи
| Актёр                      | Роль                   |
| -------------------------- | ---------------------- |
| Алекс Десерт               | Ник Фьюри              |
| Фред Таташор Габриэль Манн | Брюс Беннер / Халк     |
| Фил Ламарр                 | Боливар Траск          |
| Чарли Адлер                | Моджо                  |
| Грей Делайл                | Рита Уэйворд / Спираль |
| Гвендолин Йо               | Марико Ясида           |
| Сьюзан Дэлиан              | доктор Кавита Рао      |

| Актёр           | Роль                 |
| --------------- | -------------------- |
| Ричард Дойл     | сенатор Роберт Келли |
| Майкл Айронсайд | полковник Мосс       |
| Крис Эджерли    | агент Хаскетт        |
| Джеймс Си       | глава якудзы         |
| Джим Уорд       | Стражи               |

## Производство
Сериал был на пред-производственной стадии с апреля 2007 года, а премьера, согласно ранним новостям, намечалась на осень 2008-го. Однако данное утверждение было опровергнуто компанией Marvel, заявившей, что по расписанию в США сериал будет показан весной 2009 года. Это было также подтверждено сайтом USA Today, уточнившим, что мультфильм будет впервые показан 23 января 2009-го на канале Nicktoons Network. 23 января в США был показан первый эпизод.

## Даты показа
Первую серию должны были показать 2 августа 2008 года на BBC Two в Великобритании, однако её отсрочили и показали только 4 января 2009 г. на канале CBBC. Поначалу каждое воскресенье показывали по одной новой серии, но начиная с 25 января, CBBC начал показывать каждое воскресенье по две новые серии. Время показа разнится, и серии были доступны для просмотра на BBC iPlayer некоторое время после их премьеры. В середине февраля 2009 г., было показано несколько новых серий, но по будням, а не по выходным. CBBC намеревался наверстать показ в Канаде к 4 марта 2009, когда там будет показана двадцатая серия.
23 июня 2008 года было выпущено второе по счёту превью сериала, в котором была показана основная команда Людей Икс. Это был анонс первой пилотной серии из трёх частей, который был показан на Комик-Коне в Сан-Диего в поздних числах июля 2008 года.
В Канаде сериал начали показывать по YTV по субботам, во временную промежуток с 19:00 до 19:20. Некоторое время назад, время показа сменилось на 11:30 утра. Сериал также показан на канале Teletoon, где он начался 11 января 2009 в 10 часов утра, прямо перед показам мультсериала «Новые приключения Человека-паука».
В Бразилии и Латинской Америке сериал транслировал канал «Jetix» с 25 августа, с понедельника по четверг в 16:30.
4 ноября 2008 года было подтверждено, что второй сезон сериала, состоящий из 26 серий, находится в стадии пред-продукции.
В 2009 году мультсериал Росомаха и Люди Икс начали показывать и в России на канале СТС.
15 апреля 2010 года было подтверждено, что второго сезона сериала не будет.